# Transat anglaise 1976
Navigation
Édition précédente Édition suivante
La Transat anglaise 1976 (Observer Single-handed Trans-Atlantic Race 1976) est la cinquième édition de la Transat anglaise. 125 concurrents sont au départ et 78 à l'arrivée.
Lors de cette édition, cinq dépressions très creuses se succèdent et provoquent de nombreux abandons (Yvon Fauconnier, Jean-Yves Terlain, Tony Bullimore, secouru par un proche navire alors que le sien était en feu...). Éric Tabarly, à la suite de nombreuses avaries (dont le pilote), fait demi-tour, puis se ravise et gagne la course.
Après une escale technique à Terre-Neuve, qui dure 36 heures, Alain Colas arrive deuxième, le 29 juin, 7 h 28 après Éric Tabarly. Le comité de course le pénalise de 58 h car il a été aidé par des équipiers à hisser ses voiles lors de son départ de Terre-Neuve. Il se classera finalement cinquième.
La britannique Clare Francis finit treizième et améliore de trois jours le record féminin de la traversée de l’Atlantique en solitaire.
Le britannique Mike McMullen, qui avait racheté le trimaran Three Cheers, prend le départ 2 jours après la mort de sa femme et disparaît en mer,. Le canadien Mike Flanagan disparaît après être tombé de son bateau Galloping Gael.
Cette édition est également marquée par le gigantisme (236 pieds de long) du Club Méditerranée d'Alain Colas.

## Classement
Classement de la course,, :
| Pos. | Classe | Skipper                 | Bateau                  | Type      | LOA        | Temps                                                |
| ---- | ------ | ----------------------- | ----------------------- | --------- | ---------- | ---------------------------------------------------- |
| 1    | P      | Éric Tabarly            | Pen Duick VI            | monocoque | 73 pieds   | 23 j 20 h 12 min                                     |
| 2    | J      | Michael Birch           | The Third Turtle        | trimaran  | 32 pieds   | 24 j 20 h 39 min                                     |
| 3    | J      | Kazimierz Jaworski      | Spaniel                 | monocoque | 38 pieds   | 24 j 23 h 40 min                                     |
| 4    | P      | Tom Grossman            | Cap 33                  | trimaran  | 53 pieds   | 26 j 08 h 15 min                                     |
| 5    | P      | Alain Colas             | Club Méditerranée       | monocoque | 236 pieds  | 26 j 13 h 36 min (dont 58 h de pénalité)             |
| 6    | GM     | Jean Claude Parisis     | Pétrouchka              | monocoque | 47 pieds   | 27 j 00 h 55 min                                     |
| 7    | J      | David Palmer            | FT                      | trimaran  | 35 pieds   | 27 j 07 h 45 min                                     |
| 8    | J      | Walter Greene           | Friends                 | trimaran  | 30 pieds   | 27 j 10 h 37 min                                     |
| 9    | GM     | Jacques Timsit          | Arauna IV               | monocoque | 38 pieds   | 27 j 15 h 32 min                                     |
| 10   | J      | Alain Gabbay            | Objectif Sud 3          | monocoque | 38 pieds   | 28 j 09 h 58 min                                     |
| 11   | GM     | Francis Stokes          | Moonshine               | monocoque | 40 pieds   | 28 j 12 h 46 min                                     |
| 12   | GM     | Carlo Bianchi           | Venilia                 | monocoque | 54 pieds   | 29 j 00 h 15 min                                     |
| 13   | J      | Clare Francis           | Robertson's Golly       | monocoque | 37,5 pieds | 29 j 04 h 22 min (dont 2 h 30 min de pénalité)       |
| 14   | J      | Gustav Versluys         | Tyfoon V                | monocoque | 34,5 pieds | 29 j 21 h 12 min                                     |
| 15   | GM     | John de Trafford        | Quest                   | trimaran  | 54 pieds   | 30 j 07 h 30 min                                     |
| 16   | J      | Yves Anrys              | Pawn of Nieuport        | monocoque | 30 pieds   | 30 j 15 h 34 min                                     |
| 17   | J      | Eugène Riguidel         | Nova                    | trimaran  | 33 pieds   | 30 j 15 h 34 min                                     |
| 18   | J      | Gilles Vaton            | Ackel France            | monocoque | 38 pieds   | 31 j 03 h 12 min                                     |
| 19   | J      | Daniel Pierre           | Lorca                   | monocoque | 29,5 pieds | 31 j 14 h 45 min                                     |
| 20   | GM     | Patrice Dumas           | Sirtec                  | monocoque | 39 pieds   | 31 j 23 h 09 min                                     |
| 21   | GM     | Guy Hornett             | Old Moore's Almanack    | trimaran  | 34 pieds   | 32 j 02 h 06 min                                     |
| 22   | J      | Geoff Hales             | Wild Rival              | monocoque | 33,5 pieds | 32 j 13 h 48 min                                     |
| 23   | J      | Bernard Pallard         | Petit Breton            | monocoque | 33,5 pieds | 32 j 19 h 57 min                                     |
| 24   | J      | Folkmar Graf            | Dadztoy                 | monocoque | 38 pieds   | 32 j 20 h 55 min                                     |
| 25   | GM     | Ernesto Raab            | Carina                  | monocoque | 41 pieds   | 33 j 01 h 22 min                                     |
| 26   | J      | Rome Ryott              | Adhara                  | monocoque | 33,5 pieds | 33 j 02 h 59 min                                     |
| 27   | J      | Pierre Riboulet         | Pierre                  | monocoque | 38 pieds   | 33 j 03 h 39 min                                     |
| 28   | GM     | Bill Howell             | Tahiti Bill             | catamaran | 43 pieds   | 33 j 05 h 19 min                                     |
| 29   | J      | Gerd Bucking            | Helene III              | monocoque | 35 pieds   | 33 j 08 h 41 min                                     |
| 30   | J      | Richard Clifford        | Shamaal II              | monocoque | 25,5 pieds | 33 j 12 h 51 min                                     |
| 31   | GM     | Everett Smith           | Wind Quest              | monocoque | 40 pieds   | 34 j 08 h 44 min                                     |
| 32   | J      | Burg Vennemans          | Pytheas                 | monocoque | 38 pieds   | 34 j 10 h 10 min                                     |
| 33   | J      | Nicholas Clifton        | Azuloa                  | trimaran  | 32 pieds   | 35 j 03 h 35 min                                     |
| 34   | J      | John Mansell            | Innovator of Mana       | monocoque | 28 pieds   | 35 j 12 h 25 min                                     |
| 35   | J      | Philip Howells          | Fromstock Filius        | monocoque | 38 pieds   | 35 j 16 h 07 min                                     |
| 36   | J      | D. H. Clark             | Freemerle               | monocoque | 32 pieds   | 35 j 22 h 50 min                                     |
| 37   | J      | Georgi Georgiev         | Kor Karoli              | monocoque | 30 pieds   | 36 j 01 h 50 min                                     |
| 38   | J      | Yves Olivaux            | Patriarche              | monocoque | 33,5 pieds | 36 j 05 h 14 min                                     |
| 39   | J      | Ian Radford             | Jabulisiwe              | monocoque | 28 pieds   | 36 j 08 h 44 min                                     |
| 40   | J      | Lars Wallgren           | Swedlady                | monocoque | 27,5 pieds | 36 j 11 h 10 min                                     |
| 41   | GM     | Edoardo Austoni         | Chica Boba              | monocoque | 41 pieds   | 37 j 06 h 00 min                                     |
| 42   | J      | Ida Castiglioni         | Eva                     | monocoque | 34,5 pieds | 37 j 10 h 20 min                                     |
| 43   | J      | Elie Labourgade         | Evaloa                  | monocoque | 34 pieds   | 37 j 10 h 24 min                                     |
| 44   | J      | Klaus Schrodt           | Lilliam                 | monocoque | 29,5 pieds | 37 j 21 h 25 min                                     |
| 45   | GM     | Jock McLeod             | Ron Glas                | monocoque | 47 pieds   | 38 j 17 h 40 min                                     |
| 46   | J      | Rory Nugent             | Edith                   | trimaran  | 31 pieds   | 39 j 04 h 30 min                                     |
| 47   | J      | Chris Butler            | Achilles Neuf           | monocoque | 30 pieds   | 39 j 06 h 02 min                                     |
| 48   | GM     | Juan Guiu               | Crisan                  | monocoque | 38 pieds   | 39 j 08 h 15 min                                     |
| 49   | J      | Richard Konkolski       | Nike                    | monocoque | 22,5 pieds | 39 j 10 h 49 min                                     |
| 50   | J      | James Young             | English Rose            | monocoque | 30 pieds   | 39 j 11 h 29 min                                     |
| 51   | GM     | Peter Crowther          | Galway Blazer           | monocoque | 42 pieds   | 39 j 12 h 57 min                                     |
| 52   | J      | David White             | Catapha                 | monocoque | 32 pieds   | 39 j 17 h 15 min                                     |
| 53   | J      | Harry Mitchell          | Tuloa                   | monocoque | 33 pieds   | 41 j 11 h 59 min                                     |
| 54   | J      | Enrique Vidal Paz       | Castenuela              | monocoque | 34 pieds   | 42 j 10 h 10 min                                     |
| 55   | J      | David Pyle              | Westward                | monocoque | 30 pieds   | 42 j 10 h 11 min                                     |
| 56   | GM     | Zbigniew Puchalski      | Miranda                 | monocoque | 38 pieds   | 42 j 13 h 14 min                                     |
| 57   | J      | Wolfgang Wanders        | Amitie                  | monocoque | 35 pieds   | 42 j 17 h 30 min                                     |
| 58   | J      | Henk Jukkema            | Hesperia                | monocoque | 29,5 pieds | 42 j 21 h 18 min                                     |
| 59   | J      | Max Bourgeois           | Achille                 | monocoque | 33 pieds   | 43 j 08 h 41 min                                     |
| 60   | J      | Corrado di Majo         | Tikka III               | monocoque | 37 pieds   | 44 j 00 h 37 min                                     |
| 61   | J      | David Sutcliffe         | Lady Anne of St Donats  | monocoque | 25,5 pieds | 44 j 03 h 47 min                                     |
| 62   | J      | Angelo Preden           | Caipirinha              | monocoque | 30 pieds   | 44 j 04 h 45 min                                     |
| 63   | J      | Stuart Woods            | Golden Harp             | monocoque | 30 pieds   | 44 j 19 h 14 min                                     |
| 64   | J      | Martin Wills            | Casper                  | monocoque | 31 pieds   | 44 j 21 h 05 min                                     |
| 65   | J      | Richard Elliott         | Lauric                  | monocoque | 34 pieds   | 45 j 02 h 29 min                                     |
| 66   | J      | Henri Pottle            | Janina                  | monocoque | 25 pieds   | 45 j 03 h 12 min                                     |
| 67   | GM     | Michel Bourgeois        | Dragon                  | monocoque | 37,5 pieds | 45 j 12 h 45 min                                     |
| 68   | J      | David Cowper            | Airedale                | monocoque | 29,5 pieds | 46 j 11 h 17 min                                     |
| 69   | J      | Nigel Lang              | Galadriel of Lothlorien | monocoque | 25,5 pieds | 48 j 03 h 10 min                                     |
| 70   | J      | Rodney Kendall          | Songeur                 | monocoque | 24 pieds   | 49 j 05 h 40 min                                     |
| 71   | GM     | Gérard Dijkstra         | Bestevaer               | monocoque | 54 pieds   | 49 j 07 h 22 min                                     |
| 72   | GM     | Eilco Kasemier          | Bylgia                  | monocoque | 40 pieds   | 49 j 10 h 34 min                                     |
| 73   | J      | Bob Lengyel             | Prodigal                | monocoque | 25 pieds   | 49 j 19 h 30 min                                     |
| H-T  | J      | Rod White               | Bluff                   | monocoque | 26 pieds   | ?                                                    |
| H-T  | J      | Peter Evans             | Meinwen                 | monocoque | 32 pieds   | ?                                                    |
| H-T  | J      | Jean Ropert             | Bigouden Brise          | monocoque | 27,5 pieds | ?                                                    |
| H-T  | J      | Dr F. Sloan             | Ballyclaire             | monocoque | 33,7 pieds | ?                                                    |
| H-T  | J      | Anthony Lush            | One Hand Clapping       | monocoque | 28 pieds   | ?                                                    |
|      |        |                         |                         |           |            |                                                      |
| Abd. | J      | Mike Flanagan           | Galloping Gael          | monocoque | 38 pieds   | disparu                                              |
| Abd. | GM     | Tony Bullimore          | Toria                   | trimaran  | 42 pieds   | incendie                                             |
| Abd. | P      | Jean-Yves Terlain       | Kriter III              | catamaran | 70 pieds   | dislocation                                          |
| Abd. | GM     | Pierre Fehlmann         | Gauloises               | monocoque | 57 pieds   | naufrage                                             |
| Abd. | J      | Dominique Berthier      | St Milcent              | monocoque | 37 pieds   | collision                                            |
| Abd. | GM     | P. Szekely              | Nyarlathotep            | monocoque | 42 pieds   | avarie structurelle                                  |
| Abd. | GM     | Mike McMullen           | Three Cheers            | trimaran  | 46 pieds   | disparu                                              |
| Abd. | GM     | Kees Roemers            | Bollemaat               | monocoque | 45 pieds   | problème de batterie                                 |
| Abd. | J      | Heiko Krieger           | Tinie II                | monocoque | 36 pieds   | ?                                                    |
| Abd. | GM     | John Ogle               | Jade                    | monocoque | 51 pieds   | problèmes électriques                                |
| Abd. | GM     | Jock Brazier            | Flying Angel            | monocoque | 63 pieds   | problème électrique et de pilote automatique         |
| Abd. | J      | Hans Schulte            | Silke                   | monocoque | 25 pieds   | avarie de barre, mât et coque endommagés             |
| Abd. | J      | Mike Richey             | Jester                  | monocoque | 26 pieds   | retrait volontaire                                   |
| Abd. | J      | Val Howells             | Unibras Brython         | monocoque | 38 pieds   | blessé dans une chute                                |
| Abd. | J      | Ambrogio Fogar          | Spirit of Surprise      | catamaran | 25 pieds   | avarie structurelle                                  |
| Abd. | P      | Yvon Fauconnier         | ITT Oceanic             | monocoque | 128 pieds  | blessé et avarie de voile                            |
| Abd. | J      | Andre de Jong           | Aquarius                | monocoque | 28 pieds   | problème de pilote automatique                       |
| Abd. | J      | John Christian          | Ek Soeki                | monocoque | 27 pieds   | incendie du poêle à paraffine                        |
| Abd. | J      | Christian le Merrer     | Acteia II               | monocoque | 36 pieds   | collision                                            |
| Abd. | GM     | Edoardo Guzzetti        | Namar V                 | monocoque | 45 pieds   | problème de barre                                    |
| Abd. | GM     | Paolo Sciarretta        | Valitalia               | monocoque | 42 pieds   | ?                                                    |
| Abd. | J      | Pierre-Yves Charbonnier | Karate                  | monocoque | 33 pieds   | blessé au bras                                       |
| Abd. | P      | Michael Kane            | Spirit of America       | trimaran  | 62 pieds   | coque endommagée                                     |
| Abd. | J      | Chris Smith             | Tumult                  | monocoque | 23 pieds   | raison médicale                                      |
| Abd. | J      | Hywell Price            | Mc Arthur               | monocoque | 35 pieds   | avarie de gouvernail                                 |
| Abd. | GM     | Gérard Frigout          | Pen Ar Bed              | monocoque | 40 pieds   | problème de pilote automatique                       |
| Abd. | GM     | Doi Malingri            | CS & RB II              | monocoque | 60 pieds   | collision                                            |
| Abd. | J      | Marc Linski             | Objectif Sud 1          | monocoque | 38 pieds   | problème de pilote automatique et fuite              |
| Abd. | J      | Angus Primrose          | Demon Demo              | monocoque | 33 pieds   | chavirage et démâtage                                |
| Abd. | GM     | Chris Ward              | Altergo                 | trimaran  | 39 pieds   | gouvernail cassé                                     |
| Abd. | J      | Patrick O'Donovan       | Silmaril                | trimaran  | 31 pieds   | démâtage                                             |
| Abd. | GM     | Mike Best               | Croda Way               | trimaran  | 35 pieds   | flotteur endommagé                                   |
| Abd. | J      | Guy Cornou              | Kervilor                | monocoque | 34 pieds   | ?                                                    |
| Abd. | GM     | Jean-Claude Montesinos  | Keep Cap D'Agde         | monocoque | 53 pieds   | collision avec une boué                              |
| Abd. | J      | Paolo Mascheroni        | Panda 31                | monocoque | 32 pieds   | ?                                                    |
| Abd. | J      | Mike Richardson         | Arctic Skua             | monocoque | 31 pieds   | problème de pilote automatique                       |
| Abd. | J      | Andrew Bray             | Gillygaloo              | monocoque | 32 pieds   | pilote automatique endommagé par une baleine         |
| Abd. | J      | Colin Drummond          | Sleuth Hound            | monocoque | 32 pieds   | blessé                                               |
| Abd. | P      | Joel Charpentier        | Wild Rocket             | monocoque | 63 pieds   | voiles et gréement endommagé                         |
| Abd. | J      | Aline Marchard          | Logo                    | monocoque | 38 pieds   | démâtage                                             |
| Abd. | J      | Guy Brunet              | Ironiguy                | monocoque | 32 pieds   | avarie de barre                                      |
| Abd. | J      | Jonathan Virden         | Sharavoge               | monocoque | 25 pieds   | ?                                                    |
| Abd. | GM     | C.H le Moing            | Pronuptia               | monocoque | 43 pieds   | ?                                                    |
| Abd. | GM     | Alain Marcel            | Drakkar III             | monocoque | 39 pieds   | problème de pilote automatique                       |
| Abd. | GM     | Oscar Debra             | Vanessa                 | monocoque | 43 pieds   | problème de pilote automatique et voiles endommagées |
| Abd. | J      | Simon Hunter            | Kylie                   | monocoque | 26 pieds   | ?                                                    |
| Abd. | J      | Brian Start             | True North              | monocoque | 36 pieds   | ?                                                    |

- Un des engagés, David Sandeman, n’a pas 18 ans et n’est pas officiellement autorisé à prendre le départ de la course. Il franchit toutefois la ligne après les autres concurrents et s’élance à travers l’Atlantique. A mi-parcours, un chalutier russe le percute la nuit en pleine tempête. Dans la collision, Sandeman démâte, mais les Russes l’aident à réparer pour qu’il puisse poursuivre sa route. Il entrera au livre Guinness des Records comme le plus jeune marin à avoir traversé l’Atlantique en solitaire entre Jersey et le Rhode Island.